# Bulbophyllum furcillatum
Bulbophyllum furcillatum là một loài phong lan thuộc chi Bulbophyllum.